# Ochyraea duriuscula
Ochyraea duriuscula là một loài Rêu trong họ Amblystegiaceae. Loài này được (De Not.) Ignatov & Ignatova mô tả khoa học đầu tiên năm 2006.